# Phổng Lái
Phổng Lái là một xã thuộc huyện Thuận Châu, tỉnh Sơn La, Việt Nam.
Xã Phổng Lái có diện tích 91,13 km², dân số năm 1999 là 4623 người, mật độ dân số đạt 51 người/km².